# Ask (canção)
"Ask" é um single da banda de rock inglesa The Smiths. Foi lançado como single em outubro de 1986, alcançando a 14.ª posição no UK Singles Chart. Como ocorreu com a maioria dos singles de The Smiths, não foi incluído em um álbum de estúdio. Pode ser encontrada nas compilações The World Won't Listen e Louder Than Bombs, assim como no álbum ao vivo Rank, no qual é apresentado como o novo single da banda. A capa do Reino Unido mostra Yootha Joyce, que estrelou a série televisiva George and Mildred. A cantora Kirsty MacColl participa no vocal de apoio da canção.
Existem duas versões desta música. A versão que aparece no single e álbum The Very Best of The Smiths, que desaparece um pouco antes e a faixa vocal que dura até o final da música. Os refrões nesta versão também são mixados de forma diferente e são mais altos. A versão que aparece em todos os discos (exceto os listados acima) aparece mais tarde (embora o final da faixa seja audível, embora em um nível muito baixo) e apresenta a faixa vocal antes do início do fade in.

## Produção
Morrissey afirmou: “Foi muito importante lançar um single que fosse um leve antídoto para o 'Panic', porque se o próximo single for meio lote, independentemente do mérito real da música, as pessoas vão dizer Aqui, de novo... é por isso que lançamos 'Ask'. A ideia está aí. Bem, a moderação é uma coisa muito valiosa, mas é bom jogar a cautela ao vento, além de pular no vazio."
A letra da música inclui o dístico "Writing Frightening Verse / To a Buck-toothed Girl in Luxembourg", que foi interpretado como uma referência à juventude de Morrissey, na qual ele frequentemente escrevia cartas para amigos por correspondência.
Simon Goddard, autor da Mozipedia, também traça a frase "A natureza é uma linguagem - você não sabe ler?" ao teleplay de Alan Bennett de 1978, Me! I'm Afraid of Virginia Woolf  Estou com medo de Virginia Woolf, que continha a frase "A natureza tem uma linguagem, você vê, se ao menos aprendêssemos a lê-la." Goddard também comentou sobre a letra como um todo, escrevendo: ".. .um apelo superficial para libertar as próprias inibições, o cerne de 'Ask' parece ser a própria repressão sexual efervescente do seu protagonista, amplificada pelo uso exagerado de letras maiúsculas por Morrissey nas suas letras impressas [sic] e pela sua metáfora vívida do desejo sexual como um elemento unificador. explosivo."

## Lista de músicas

### 7": Rough Trade / RT194 (UK)
1. Ask (versão single)
2. Cemetry Gates

### 12": Rough Trade / RTT194 (UK)
1. Ask (versão single)
2. Cemetry Gates
3. Golden Lights

## Clipe
O cineasta Derek Jarman dirigiu o videoclipe da música. Uma versão mixada com imagens de apresentações ao vivo da banda foi criada; está disponível em The Complete Picture (1992), uma compilação de vídeos caseiros e filmes promocionais dos Smiths. Em 1988, outro vídeo da banda tocando ao vivo foi lançado para promover o lançamento de Rank, único álbum ao vivo do grupo; foi dirigido por Peter Fowler e filmou um show ao vivo enquanto Gannon ainda era membro da banda.

## Posição nas paradas musicais
| Parada (1986)                  | Melhor posição |
| ------------------------------ | -------------- |
| Irlanda (IRMA)                 | 9              |
| Reino Unido (UK Singles Chart) | 14             |

| Parada (1995)                  | Melhor posição |
| ------------------------------ | -------------- |
| Reino Unido (UK Singles Chart) | 62             |

## Formação
- Morrissey - Vocal
- Andy Rourke - Baixo
- Mike Joyce - Bateria
- Johnny Marr - Guitarra
- Kirsty MacColl - Vocal de apoio